# Nedersaksische Orde van Verdienste

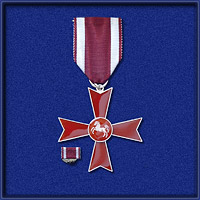
Nedersaksische Orde van Verdienste

De Nedersaksische Orde van Verdienste, in het Duits: Niedersächsischer Verdienstorden geheten, is de hoogste orde van verdienste van het land Nedersaksen, een deelstaat van de Bondsrepubliek Duitsland.
Na de instelling van de Bondsrepubliek Duitsland werd de orde op 27 maart 1961 bij wet ingesteld. Later dat jaar werd de onderscheiding voor het eerst toegekend door de minister-president van Nedersaksen.
De minister-president van Nedersaksen, de ministers voor zover het hun ambtsgebied betreft en de voorzitter van het Parlement, de Landtag mogen voordrachten doen. De minister-president besluit over de benoemingen. Hij kan de dragers de orde ook weer afnemen wanneer blijkt dat zij dit ereteken niet waardig zijn of achteraf niet waardig waren geweest.
De orde kent drie graden: Zo is er het
- Kruis van Verdienste aan Lint ("Verdienstkreuz am Bande")
- Kruis van Verdienste Ie Klasse ("Verdienstkreuz 1. Klasse")
- Grote Kruis van Verdienste ("Großes Verdienstkreuz")
- De Nedersachsische Landsmedaille ("Niedersächsische Landesmedaille")

De orde kent geen ridders of commandeurs maar zij die het kruis bezitten zijn "drager" van dat kruis. Het kruis wordt door heren aan een lint op de borst of "en sautoir" gedragen als een commandeurskruis. Dames laten het lint opmaken tot een strik en dragen het kruis op de schouder.
Voor dagelijks gebruik is er een knoopsgatversiering in de vorm van een strikje met een miniatuur van het kruis.

## Het versiersel
Het kleinood van deze Orde van Verdienste kreeg de vorm van een Maltezer kruis. Zijn armen zijn rood geëmailleerd aan beide zijden en voorzien van een smalle witte emaille rand. In het midden van de armen monteert men een rond medaillon met het Wapen van Neder-Saksen.
Het lint is donkerrood met twee witte strepen.